# フォア文庫
フォア文庫（フォア ぶんこ）は、岩崎書店・金の星社・童心社・理論社が協力出版している児童書のブランドである。名称にある「フォア（FOUR）」はその4つの出版社を表している。

## 特徴
このシリーズは、日本で初めて協力出版の形をとっている。参加出版社の特色や個性を生かしながら、出版する本について協議し、決定する。作品は統一のブランド名を用いつつ、各社からそれぞれ出版される。こうした4社による試みによって、フォア文庫は1979年に創刊された。
2009年に創刊30周年を迎え、「フォア文庫刊行のことば」が新しくなった。
出版される作品は、現代の児童文学作家による作品を中心に、ノンフィクション、外国文学、古典文学、民話など多岐にわたる。最近は、エンターテインメントの書き下ろし作品も増加傾向にあるが、児童向け創作文学を中心とした出版の形は崩れていない。

## 整理番号
対象とする読者の年齢層により、アルファベットによる分類を行っている。
- A 小学校低・中学年向き
- B 小学校中・高学年向き
- C 小学校高学年・中学生向き

## 出版社別主な作品
- 岩崎書店
  - かぎばあさんシリーズ（手島悠介 作／岡本颯子 画）
  - カプリの恋占いシリーズ（後藤みわこ 作／藤丘ようこ 画）
  - ゴーストファイルシリーズ（工藤純子 作／十々夜 画）
  - ゴジラ、東京にあらわる（香山滋 作／楢喜八 画）
  - ゴジラとアンギラス（香山滋 作／楢喜八画）
  - ごんぎつね（新美南吉 作／福田庄助 画）
  - 少女戦士シュリーシリーズ（大林憲司 作／渡瀬のぞみ 画）
  - すすめ!図書くらぶシリーズ（日向理恵子 作／画）
  - トリオでテレパシーシリーズ（光丘真理 作／あいかわ奏 画）
  - ナイトメア戦記シリーズ（藤咲あゆな 作／矢野ユキエ 画）
  - ハデル聖戦記シリーズ（石崎洋司 作／福井典子 画）
  - バレリーナ事件簿シリーズ（名木田恵子 作／三村久美子 画）
  - ブラック・ダイヤモンドシリーズ（令丈ヒロ子 作／谷朋 画）
  - 勾玉伝説シリーズ（加藤純子 作／森友典子 画）
  - マジカル少女レイナシリーズ（石崎洋司 作／栗原一実 画）
  - 魔女探偵団シリーズ（藤真知子 作／岩本真槻 画）
  - まひるの怪奇モノがたりシリーズ（池田美代子 作／佐竹美保 画）
  - 宮沢賢治童話全集
  - ミラクル☆コミックシリーズ（松田朱夏 作／琴月綾 画）
  - 妖界ナビ・ルナシリーズ（池田美代子 作／琴月綾 画）
    - 続編の「新 妖界ナビ・ルナ」は青い鳥文庫より刊行
- 金の星社
  - うしろの正面だあれ（海老名香葉子 著／千葉督太郎 画）
  - ガラスのうさぎ（高木敏子 作／武部本一郎 画）
  - かわいそうなぞう（土家由岐雄 作／小林和子 画）
  - 事件ハンターマリモシリーズ（きむらゆういち 作／三村久美子 画）
  - 杉原千畝物語　命のビザをありがとう（杉原幸子、杉原弘樹 著）
  - 虹色ティアラシリーズ（次良丸忍 作／琴月綾 画）
  - ハピ☆スタ編集部シリーズ（梨屋アリエ 作／甘塩コメコ 画）
  - パルサー宇宙戦記シリーズ（川北亮司 作／鵼りつき 画）
  - 魔界屋リリーシリーズ（高山栄子 作／小笠原智史 画）
  - ラブ偏差値シリーズ（斉藤栄美 作／米良 画）
  - 霊界教室恋物語シリーズ（高山栄子 作／小笠原智史 画）
  - おねがい恋神さまシリーズ（次良丸忍 作／うっけ 画）
  - グルメ小学生シリーズ（次良丸忍 作／小笠原智史 画）
- 童心社
  - アメリカからきた魔女シリーズ（滝本つみき 作／一條めぐみ 画）
  - 風の魔法使いリオンシリーズ（森川さつき作／さがのあおい画）
  - くるみの冒険シリーズ（村山早紀 作／巣町ひろみ 画）
  - ケータイムマシンでGO!シリーズ（山田理加子 作／いのうえたかこ 画）
  - コウヤの伝説シリーズ（時海結以 作／ゆづか正成 画）
  - シェーラひめのぼうけんシリーズ（村山早紀 作／佐竹美保 画）
  - 少女海賊ユーリシリーズ（みおちづる 作／永盛綾子 画）
  - チャームアップ・ビーズ!シリーズ（宮下恵茉 作／初空おとわ 画）
  - 天下無敵のお嬢さま!シリーズ（濱野京子 作／こうの史代 画）
  - はんぴらり!シリーズ（廣嶋玲子 作／九猫あざみ 画）
  - ふたごの魔法つかいシリーズ（川北亮司 作／ふりやかよこ 画）
  - フルティメット・アームズシリーズ（蕪木統文 作／ちくやまきよし 画）
  - ポケネコ・にゃんころりんシリーズ（山本悦子 作／沢音千尋 画）
  - みならい妖精モモシリーズ（早川真知子 作／あんびるやすこ 画）
- 理論社
  - 宇宙のみなしご（森絵都 作／杉田比呂美 画）
  - 太陽の子（灰谷健次郎 作／田畑精一 画）
  - 都市伝説探偵セリシリーズ（牧野修 作／米田仁士 画）
  - ぼくは王さまシリーズ（寺村輝夫 作／和歌山静子 画）
  - マリア探偵社シリーズ（川北亮司 作／大井知美 画）
  - 椋鳩十まるごと物語シリーズ
  - リトル･リトル･プリンセスシリーズ（三條星亜 作／裕龍ながれ 画）
  - レンアイ＠委員シリーズ（令丈ヒロ子 作／小笠原朋子 画）
  - ロータスの森の伝説シリーズ（さとうまきこ 作／たかはしあきら 画）

## 備考
- 1980年代から1990年代まで、フォア文庫にならって、学習研究社・国土社・小峰書店・大日本図書・評論社が、「児童文庫5社の会」として「てのり文庫」を協力出版していた。